# Bruno Lüscher
Bruno Lüscher (Muhem, 16 de enero de 1957) es un expiloto de motociclismo suizo, que disputó el  Campeonato del Mundo de Motociclismo entre 1980 y 1984.

## Resultados de carrera

### Campeonato del Mundo de Motociclismo

#### Carreras por año
Sistema de puntos desde 1969 a 1987:
| Posición | 1.º | 2.º | 3.º | 4.º | 5.º | 6.º | 7.º | 8.º | 9.º | 10.º |
| Pts.     | 15  | 12  | 10  | 8   | 6   | 5   | 4   | 3   | 2   | 1    |

(Carreras en negrita indica pole position, carreras en cursiva indica vuelta rápida)
| Año  | Clase | Equipo | Moto  | 1       | 2      | 3      | 4       | 5      | 6      | 7      | 8       | 9       | 10      | 11     | 12     | 13      | Pts. | Pos. |
| ---- | ----- | ------ | ----- | ------- | ------ | ------ | ------- | ------ | ------ | ------ | ------- | ------- | ------- | ------ | ------ | ------- | ---- | ---- |
| 1980 | 250cc | Yamaha | NAT - | ESP -   | FRA -  | YUG 19 | NED -   | BEL 24 | FIN -  | GBR -  | CZE 24  | GER Ret |         |        |        |         | 0    | -    |
| 1980 | 350cc | Yamaha | NAT - |         | FRA -  |        | NED -   |        |        | GBR -  | CZE -   | GER 20  |         |        |        |         | 0    | -    |
| 1981 | 250cc | Yamaha | ARG - |         | GER -  | NAT -  | FRA -   | ESP -  |        | NED -  | BEL -   | RSM DNQ | GBR -   | FIN 14 | SWE 21 | CZE Ret | 0    | -    |
| 1981 | 350cc | Yamaha | ARG - | AUT -   | GER -  | NAT -  |         |        | YUG -  | NED -  |         |         | GBR DNQ |        |        | CZE -   | 0    | -    |
| 1982 | 250cc | Yamaha |       |         | FRA -  | ESP 18 | NAT -   | NED -  | BEL 17 | YUG 13 | GBR 25  | SWE 13  | FIN -   | CZE 12 | RSM 14 | GER 19  | 0    | -    |
| 1982 | 350cc | Yamaha | ARG - | AUT Ret | FRA -  |        | NAT -   | NED -  |        |        | GBR -   |         | FIN 12  | CZE 22 |        | GER -   | 0    | -    |
| 1983 | 250cc | Yamaha | RSA - | FRA 16  | NAT 12 | GER 4  | ESP Ret | AUT 14 | YUG 14 | NED 22 | BEL 23  | GBR 27  | SWE -   |        |        |         | 8    | 19.º |
| 1984 | 250cc | Yamaha | RSA - | NAT -   | ESP -  | AUT -  | GER 20  | FRA -  | YUG -  | NED -  | BEL Ret | GBR 23  | SWE 22  | RSM 20 |        |         | 0    | -    |